# Nikola Sekulić
Nikola Sekulić, hrvaški sodnik, politik in častnik, * 6. februar 1911, Šibenik, Avstro-Ogrska (sedaj Hrvaška), † 1. marec 2002, Zagreb, Hrvaška.

## Življenje
Sekulić, diplomant zagrebške pravne fakultete, se je leta 1931 pridružil KPJ. Zaradi revolucionarne dejavnosti je bil dvakrat zaprt; skupaj 22 mesecev. Leta 1941 se je pridružil NOVJ; med vojno je bil na različnih partijskih položajih.
Po vojni je bil minister in podpredsednik hrvaške vlade, podpredsednik Sabora, član politbiroja oz. IK CK KPH/ZKH, član CK ZKJ, predsednik prosvetno-kulturnega zbora Zvezne skupščine, predsednik Ustavnega sodišča Hrvaške. Prejel je mdr. red junaka socialističnega dela.